# フォトグラム

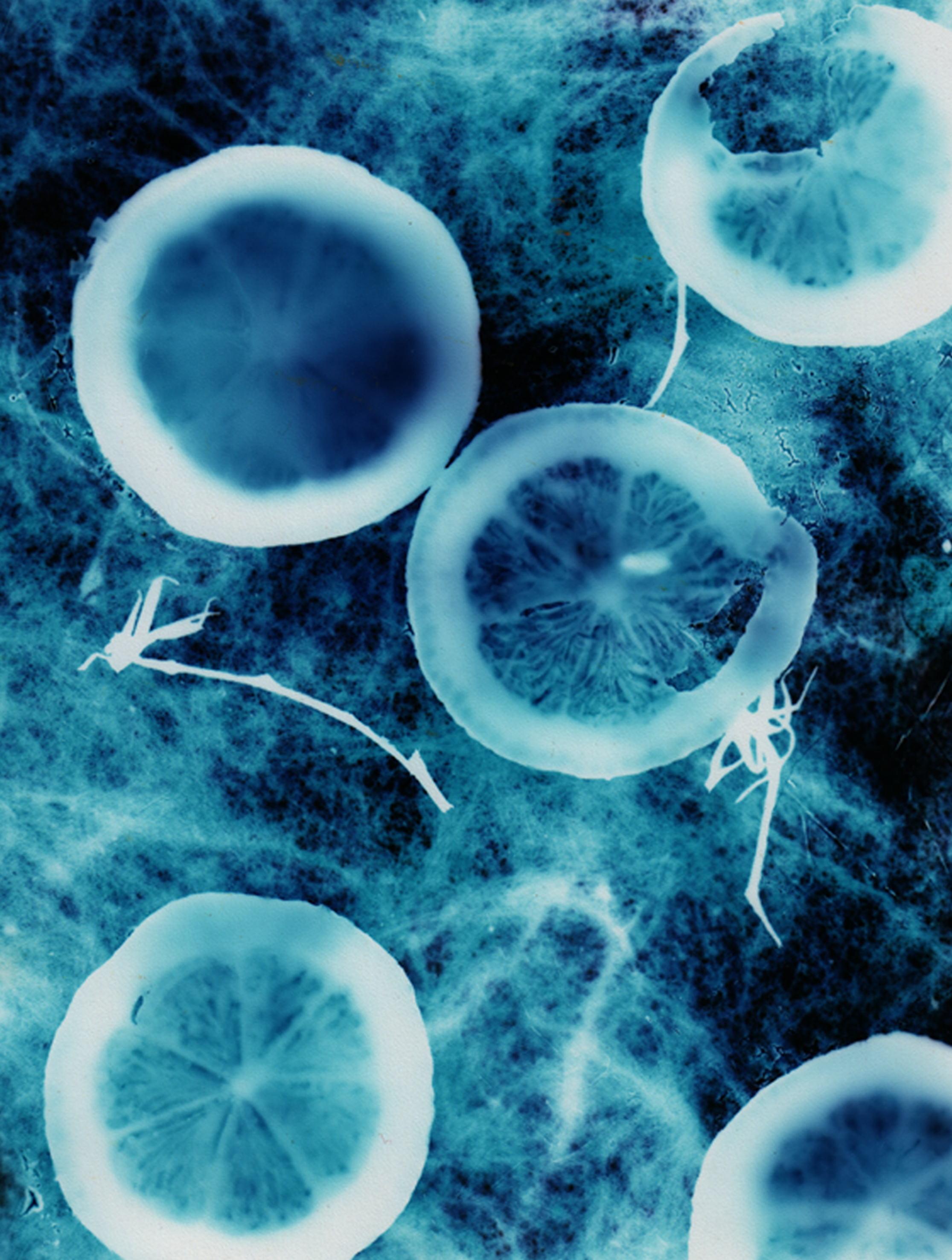
輪切りにしたレモンやトマトの柄を、カラー印画紙に直接置いて作成されたフォトグラム

フォトグラム（Photogram, Photogramm, Fotogramm）とは、カメラを用いずに、印画紙の上に直接物を置いて感光させるなどの方法により制作された写真作品。
すでに、1830年代にタルボットが、フォトグラムを制作しているが、系統的な制作としては、1910年代末のクリスチャン・シャド（クリスチャン・シャート）によるシャドグラフ（Schadograph, シャートグラフ、シャードグラフ）を待たねばならない。1920年代初頭には、マン・レイとモホリ＝ナジが、独立して、フォトグラムを大量に制作し、以降、一般的になった。
フォトグラムという名称は、モホリ＝ナジによるもので、現在では最も一般的な名称となっているが、マン・レイは、レイヨグラフ（Rayograph, Rayographie）と呼んでいた。なお、「レイヨグラム」（Rayogram, Rayogramm, Rayogramme, Rayograme）という呼び方も使われることがあり、以前から内外の一部の専門家も用いていることから、定着しつつある。しかし、マン・レイがつけた名称は、あくまでも、レイヨグラフであり、その意味では、少なくとも、レイヨグラムを「マン･レイがつけた名称」とすることは間違っている。
名称に関連する1つの例として、マン･レイの1922年のレイヨグラフ作品で、作品の下部に、（本人の？）手書きで、（作品タイトルとともに）「Rayograph」と書かれたものがある（作品のタイトルは「ROSE SEL A VIE」で、この作品は「Golda Meir Library, University of Wisconsin」に所蔵されている）。この作品の図版は次の書籍の216ページに掲載されている。New York DADA 1915-23, Francis M. Naumann, Harry N. Abrams, Inc., Publishers, 1994, ISBN 0810936763）。
なお、「レイヨグラム」という言葉が使われ始めた経緯は、今となっては、推測するしかないが、
1. （美術関係の）マスコミ（「Vu」など）が間違って使い始めた。
2. バウハウス（またはドイツのマスコミ）が、モホリ＝ナジのフォトグラムの優位性（マン･レイよりも先に制作したなど）を強調するために、意図的に用いた。
3. マン･レイ自身が（いい加減であったため？）、間違って使った、または、間違い等を訂正しなかった。

など（または、このうちの複数の複合）が考えられる。
日本においては、戦前では、中山岩太、福森白洋（ふくもり・はくよう；1887年-1942年）、瑛九、山口正城（やまぐち・まさき；1903年-1959年）、音納捨三（おとの・すてぞう；1905年-1988年）らが制作している。なかでも、瑛九は、フォトデッサン（Photo-dessin）と名づけて、戦前の日本人としては最も多くのフォトグラム作品を残している。戦後では、杉浦邦恵が、フォトグラムでは有名。

## フォトグラムと評価される写真作品を制作した作家
フォトグラムを制作した作家の範囲を概観するため、次に掲げる参考文献に掲載されている図版の作家名を列挙する。（作家名のあとのカッコ内は生没年、各行の最後に記載した年数は作品の制作年）
参考文献：Photogrammes (Photo Poche 74)
- 1. Christian Schad, 1919
- 2. Christian Schad, 1919
- 3. Man Ray, Rayogramme, 1923
- 4. Man Ray, 1922
- 5. Man Ray, 1922
- 6. Man Ray, Rayogramme, 1923
- 7. Man Ray, 1931
- 8. Man Ray, 1931
- 9. Laszlo Moholy-Nagy, 1922
- 10. Laszlo Moholy-Nagy, 1924/25
- 11. Laszlo Moholy-Nagy, 1924/25
- 12. Laszlo Moholy-Nagy, 1926
- 13. Laszlo Moholy-Nagy, 1926
- 14. Laszlo Moholy-Nagy, 1925-1928
- 15. Laszlo Moholy-Nagy, 1925/27
- 16. Laszlo Moholy-Nagy, 1941
- 17. El Lissitzky, 1924
- 18. Piet Zwart, 1924
- 19. Oskar Nerlinger (1893-1969) 1928
- 20. Oskar Nerlinger (1893-1969) 1925
- 21. Edmund Kesting (1892-1970) 1929/30
- 22. Alexander Rodtchenko, 1935
- 23. Jaroslav Rössler (1902-1990) 1927
- 24. Rolf Cavael (1898-1979) 1929
- 25. Luigi Veronesi (1908-) 1940
- 26. Theodore Roszak (1907-1981) 1937-1941
- 27. Kilian Breier (1931-) 1960
- 28. Dieter Roth (1930-) 1960
- 29. E. L. T. Mesens (1903-1971) 1926
- 30. Vane Bor (Steven Zivadinovic) (1908-) 1928
- 31. Kurt Schwitters, 1928
- 32. Karol Hiller (1891-1939) 1934
- 33. Aurel Bauh (1900-1964) 1935
- 34. Ei-Kyu (Hideo Sugita) (1911-1960) 1936
- 35. Ei-Kyu (Hideo Sugita) (1911-1960) 1936
- 36. Wols (Wolfgang Schulze), 1938
- 37. Maurice Tabard, 1935
- 38. György Kepes (1906-) 1938
- 39. Raul Ubac, 1939
- 40. Jindrich Heisler (1914-1953) 1944
- 41. Jindrich Heisler (1914-1953) 1944
- 42. Raoul Hausmann, 1947
- 43. Raoul Hausmann, 1948
- 44. Raoul Hausmann, 1954
- 45. Robert Rauschenberg avec Susan Weil, 1949
- 46. Robert Rauschenberg avec Susan Weil, 1948
- 47. Pablo Picasso avec André Villers, 1958
- 48. Pablo Picasso avec André Villers, 1962
- 49. Floris M. Neusüss (1937-), 1962
- 50. Edmund Kesting, 1949
- 51. Heinz Hajek-Halke (1898-1983) 1960
- 52. Chargesheimer (Karl-Heinz Hargesheimer) (1924-1972) 1961
- 53. Dieter Roth (1930-) 1964
- 54. Robert Heinecken (1931-) 1984
- 55. Thomas Bachler (1961-) 1985
- 56. Thomas Bachler (1961-) 1985
- 57. Christian Schad, 1977
- 58. Floris Neusüss (1937-), 1989
- 59. Elisabeth Bryant (1951-) 1989
- 60. Joyce Neimanas (1944-) 1988
- 61. Joyce Neimanas (1944-) 1988
- 62. Robert Heinecken (1931-) 1989
- 63. Joan Fontcuberta (1955-) 1991
- 64. Natalie Ital (1968-) 1993
- 65. Kunié Suguria (1942-) 制作年記載なし（単純に「Sugiura」の間違い？）
- 66. Adam Füss (1961-) 1992
- 67. Evelyne Coutas (1958-) 1991
- 68. Sigmar Polke (1941-) 1992
- 69. Floris Neusüss (1937-), 1995/97
- 70. Floris Neusüss (1937-), 1995/97
- 表紙　Christian Schad, 1977

## 日本における主要展覧会
日本においては、まとまった形で、フォトグラムを紹介した展覧会はまだない。
ただ、部分的で構わないのであれば、次の展覧会は重要である。
- 光の化石　瑛九とフォトグラムの世界／埼玉県立近代美術館／1997年

## 日本語の主要参考文献
日本においては、まとまった形で、フォトグラムを紹介した書籍はない。
ただ、部分的で構わないのであれば、上記展覧会の展覧会カタログは重要である。
また初歩から応用までを所載した技術解説書としては以下の書籍がある。
さとう 健 (1975), フォトグラム技術入門　光と影の芸術, 啓学出版